# ТикТок
„ТикТок“ и китайският ѝ аналог Douyin (на китайски: 抖音; пинин: Dǒuyīn) е услуга за хостинг на кратки видеоклипове, собственост на китайската компания ByteDance. Продължителността на създадените и публикуваните от потребителите на приложението видеоклипове може да варира от 3 секунди до 10 минути.
Douyin е пусната на китайския пазар под името A.me през септември 2016 г. и се превръща във водеща онлайн платформа за споделяне на кратки клипове в страната. „ТикТок“ е напълно отделна, интернационална версия на Douyin, която излиза в магазините за мобилни приложения за iOS и Android на повечето пазари извън континентален Китай през 2017 г., но става достъпна в световен мащаб едва след сливането ѝ с друга подобна китайска услуга – Musical.ly, през август 2018 г.
През април 2020 г. „ТикТок“ преминава границата от 2 милиарда сваляния от магазините за мобилни приложени App Store и Google Play в световен мащаб. Обявено е за най-изтегляното и най-печелившо неигрално приложение в света през първата половина на 2022 г., а данните сочат, че е и едно от най-използваните от потребителите на социално-медийни платформи. Въпреки че „Инстаграм“ оглавява статистиката за второто тримесечие на 2022 г. за брой потребители, които отварят приложението на Meta всеки ден, TikTok изпреварва всички свои конкуренти по измерителя прекарано време. В световен мащаб в посочения период средно 95 минути дневно са били прекарани в TikTok.

## История
Социално-медийното приложение Douyin е издадено от китайската компания ByteDance през септември 2016 г. Негова версия за международния пазар по-късно е издадена под името „ТикТок“. Това позволява на компанията да се развива в световен мащаб, без да нарушава законите в Китай.
На 9 ноември 2017 г. ByteDance придобива социалната мрежа musical.ly и на 2 август 2018 г. я обединява с „ТикТок“.

## Забрани

### Азия
Към януари 2023 г. „ТикТок“ е забранен в няколко страни в Азия, в това число: Афганистан, Армения, Азербайджан, Бангладеш, Индия, Иран, Пакистан и Сирия. Временно забранен е бил в Индонезия и Йордания.

#### Индия
На 3 април 2019 г. върховният съд в Мадрас, изслушвайки ССИ, иска от правителството на Индия да забрани приложението, като сочи, че „насърчава порнографията“ и показва „неподходящо съдържание“. Съдът също така отбелязва, че децата и непълнолетните, които използват приложението, са изложени на риск да бъдат насочени към педофили. Освен това съдът иска медиите да не излъчват нито един от тези видеоклипове от приложението. Говорителят на „ТикТок“ заявява, че те спазват местните закони и чакат копието на съдебната заповед, преди да предприемат действия. На 17 април и Google, и Apple премахват „ТикТок“ от Google Play и App Store. Тъй като съдът отказа да преразгледа забраната, от компанията заявяват, че са премахнали над 6 милиона видеоклипа, които нарушават тяхната политика и насоки относно съдържанието.

### Европа
През февруари 2023 г. Европейската комисия и Европейският съвет забраняват „ТикТок“ от официалните устройства.

## Описание
Мобилното приложение „ТикТок“ позволява на потребителите да създават кратки клипове, които често включват музика. Към клипа могат да бъдат приложени редица ефекти – да бъдат забързани, забавени или редактирани с филтър. Филтър се нарича всеки визуален ефект, който, в повечето случаи посредством изкуствен интелект, подобрява клипа по творчески начин. Потребителите имат на разположение голямо разнообразие от музикални жанрове и филтри. Те могат да редактират клипа, преди да го качат, и да споделят в други социални платформи.
Страницата ForYou в „ТикТок“ е поток от видеоклипове, които се препоръчват на потребителите въз основа на тяхната активност в приложението. Съдържанието се генерира от алгоритъма на „ТикТок“ в зависимост от това какъв вид съдържание е харесал съответният потребител или взаимодействал по някакъв друг начин – какво е търсил и други. Потребителите имат възможността да добавят клипове към любими или да изберат Not interested – че не са заинтересовани и не желаят да им се появява подобно съдържание в началната страница. „ТикТок“ обикновено избира такива видеоклипове, които биха се харесали на потребителя. Потребителите и тяхното съдържание могат да бъдат излъчени на страницата ForYou само ако са навършили 16 години съгласно правилата на „ТикТок“. Потребителите под 16 години няма да се показват в страницата ForYou, страницата със звуци или под каквито и да било хаштагове.